# Type 60
Typ 60 – japoński lekki niszczyciel czołgów uzbrojony w dwa działa bezodrzutowe 105 mm M40. Wprowadzony do uzbrojenia na początku lat 60. XX wieku.

## Opis konstrukcji
W połowie lat 50-tych Japońskie Lądowe Siły Samoobrony zakontraktowały dwa prototypy na lekkie, wysoce mobilne niszczyciele czołgów od dwóch firm – Komatsu (prototyp SS1) i Mitsubishi (prototyp SS2). Nowy pojazd był uzbrojony w dwa amerykańskie działa bezodrzutowe 105 mm M40 oraz dwa wielkokalibrowe karabiny samopowtarzalne M8C, o takiej samej trajektorii lotu pocisku co działa. Pojazd napędzał sześciocylindrowy silnik wysokoprężny o mocy 110 KM. We wczesnym okresie rozwoju pojazdu istniały także prototypy z czteroma działami (co najmniej jedna sztuka się zachowała do dziś). W założeniu Typ 60 miał być używany w zasadzkach przeciwko wrogim pojazdom opancerzonym, dlatego zachowano maksymalnie niską sylwetkę pojazdu. Podczas transportu działa można było obniżyć. Od 1974r, w pojazdach montowano mocniejsze silniki Komatsu SA4D105, chłodzone powietrzem i o mocy 150 KM.
Dowódca pojazdu siedzi po lewej stronie pojazdu, jego siedzenie jest przymocowane do dział. Z uzbrojenia można strzelać w opuszczonej pozycji, lecz jego ruch poziomy ogranicza się do 20°, elewacja do +10°, a depresja do -5°. Po podniesieniu uzbrojenia mechanizm obrotu dział pozwala broni na obrót o 30° w każdą stronę. Ładowniczy siedzi po lewej stronie dowódcy i musi wyjść przez otwierany z tyłu właz, aby przeładować działa bezodrzutowe, gdy znajduje się na górze pokładu silnika lub za pojazdem.